# ثبيرة بيضاوية الورق

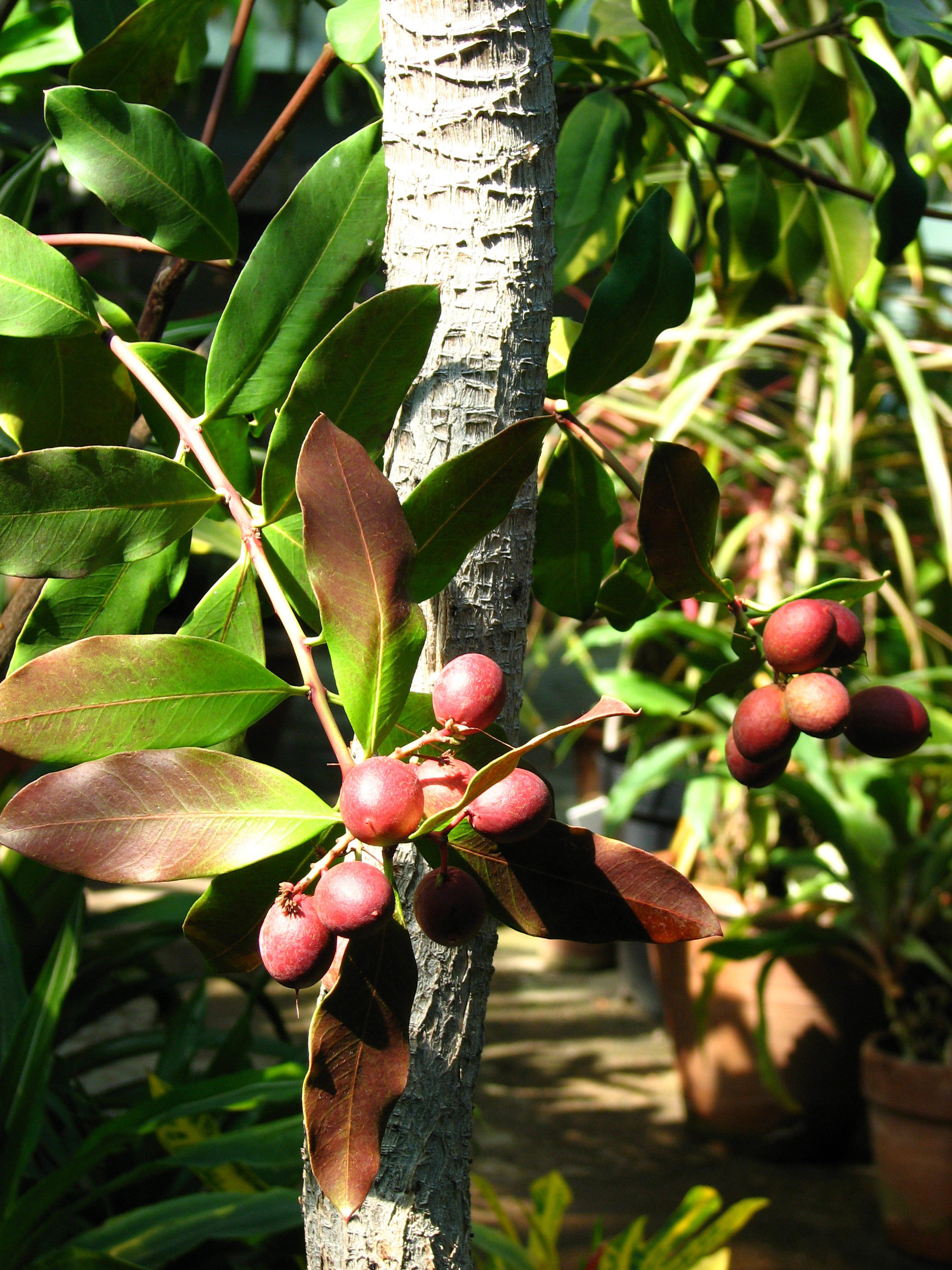

ثبيرة بيضاوية الورق (الاسم العلمي: Acokanthera oblongifolia) هي نوع نباتي يتبع جنس الثبيرة من فصيلة الدفلية.